# Зендерен
Зендерен (нід. Zenderen) — село в нідерландській провінції Оверейсел. Входить до муніципалітету Борне.
Його площа становить 8,85 км², а населення станом на 2021 рік складало 1 245 осіб.
Перша згадка про населений пункт датується кінцем 10-го сторіччя.